# イオンプラザ大島店
イオンプラザ大島店（イオンプラザおおしまてん）は鹿児島県奄美市名瀬小浜町にある大型商業施設（ショッピングセンター）である。ダイエー時代の店番号は0663。

## 概要
鹿児島県道81号名瀬竜郷線の沿線に存在する。
地元の開発会社であったプラザ大島がユニードダイエーとFC契約を結び、フランチャイズ店「ユニードダイエープラザ大島店」として開業したが、1997年9月にダイエーの直営となった。
沖縄県のダイエー店舗が2005年に全て閉鎖した為、当店が日本最南端のダイエー店舗となったが、2015年9月1日にイオン九州に同店の営業権が承継され、「イオンプラザ大島店」に店名を変更した。イオン九州の運営店舗では最南端であり、同じくダイエーから転換されたイオン壱岐店（長崎県壱岐市）と共に「イオン」名義の店舗では初の離島への出店となった。

### 皆既日食
2009年7月22日には日本で46年振りに皆既日食が観測され、ダイエーはプラザ大島店の屋上駐車場を使用してハイビジョンカメラで撮影された映像を、全国のダイエー直営の約100店舗で生中継した。

## 沿革
- 1992年（平成4年）12月 - ユニードダイエーのフランチャイズ店舗「ユニードダイエープラザ大島店」として開業。
- 1997年（平成9年）9月1日 - 運営がダイエーの直営となり、「ダイエープラザ大島店」に店名変更。
- 2015年（平成27年）
  - 8月31日 - この日を以ってダイエーとのフランチャイズ契約が終了。
  - 9月1日 - イオンの完全子会社のイオンストア九州が継承して業務委託契約を締結し、イオン九州が運営を継承して店名が「イオンプラザ大島店」となる。
  - 10月28日 - ダイエーからイオンの看板に切り替えられる。
- 2020年（令和2年）
  - 4月1日 - 本店を含む全国のイオン直営売場での無料レジ袋配布終了[7]。
  - 9月1日 - 合併に伴い施設管理をイオン九州が継承する。
- 2021年（令和3年）12月13日 - フードドライブ（食品の寄付）活動を開始（1週間開催し、2022年1月以降も毎月第2月曜日から翌日曜日までの1週間開催されている）[8]。
- 2022年（令和4年）5月20日 - リニューアルオープン。イオングループ内で順次導入しているスマートフォン（貸出用端末もしくは専用アプリをダウンロードした自身の端末）を利用した最新鋭レジシステム「レジゴー」を導入[1]。

## フロアとテナント

### フロア概要
核店舗のイオンプラザ大島店と3の専門店で構成される。
| 階  | フロア概要               |
| --- | ------------------------ |
| R階 | 屋上駐車場               |
| 4階 | 屋内駐車場               |
| 3階 | 衣料品・生活用品のフロア |
| 2階 | 衣料品・生活用品のフロア |
| 1階 | 食品・生活用品のフロア   |

### 主なテナント
1階
- イオン銀行（ATM）

2階
- OWNDAYS/オンデーズ（眼鏡）

3階
- タイトーステーション（アミューズメント）

※テナント情報は2022年5月時点
出店テナント全店の一覧詳細情報は公式サイト「ショップリスト」を、営業時間の詳細は公式サイト「営業時間」を参照。

## アクセス
フェリー
- 名瀬港から名瀬大橋を経由して徒歩で約20分。

自動車
- 奄美空港から約40分。
- 大島郡龍郷町から約25分、大島郡大和村から約30分、大島郡宇検村から約50分、大島郡瀬戸内町から約55分。（いずれも各自治体の中心地からの所要時間となる。）